# Olivier Chevallier
Olivier Chevallier (Vendôme, 6 de febrero de 1949 - Le Castellet, 6 de abril de 1980) fue un piloto de motociclismo francés.

## Biografía
Chevalier formaba parte de una familia en la que le apasionaban los deportes de motor. De hecho, su hermano Alain Chevallier se dio a conocer en el mundo de las motos por la modificación del chasis y el motor de una Yamaha, que se ejecutó en varias ediciones del mundo precisamente como "Chevallier-Yamaha".
Al comienzo de su carrera, usó motocicletas Aermacchi participando en competiciones nacionales francesas. En 1970, quedó segundo en el Bol d'Or junto a Peter Darvill y lograba el campeonato de Francia de 250cc.
Su debut en el Campeonato del Mundo de Motociclismo tuvo lugar en la 1972 con motivo del Gran Premio de Francia de 1972 en el Circuito de Clermont-Ferrand. Consiguió su primer punto final en el Gran Premio de Finlandia en el que acabó en séptimo lugar, antes de ser relegado al 14 por razones nunca aclaradas por completo.
Corrió en el Mundial hasta 1979, alternándose en la categoría de 250, 350 y 500cc, siempre a bordo de la Yamaha y, desde 1974, con la modifición realizada por su hermano. Obtuvo siete podios y consiguió tan solo una victoria en el Gran Premio de Yugoslavia de 1976 de 350cc. Su mejor temporada fue en 1977 cuando acabó sexto en la clasificación general de la categoría de 350cc.

### Muerte
El 6 de abril de 1980, durante la carrera de Moto-Journal 200 en el Circuito Paul Ricard. En la caída, sufrió un fuerte golpe lo que le provocó la fractura de varias costillas, que le perforaron los pulmones. Trasladado en helicóptero, ingresó en el Hospital de Marsella en estado de coma y murió poco después.

## Resultados en el Campeonato del Mundo
Sistema de puntuación desde 1969 hasta 1987:
| Posición | 1.º | 2.º | 3.º | 4.º | 5.º | 6.º | 7.º | 8.º | 9.º | 10.º |
| Puntos   | 15  | 12  | 10  | 8   | 6   | 5   | 4   | 3   | 2   | 1    |

### Carreras por año
(Carreras en negrita indica pole position, carreras en cursiva indica vuelta rápida)
| Año  | Cat.  | Equipo                 | 1       | 2       | 3       | 4       | 5       | 6       | 7       | 8       | 9       | 10      | 11      | 12      | 13      | Pts. | Pos. |
| ---- | ----- | ---------------------- | ------- | ------- | ------- | ------- | ------- | ------- | ------- | ------- | ------- | ------- | ------- | ------- | ------- | ---- | ---- |
| 1972 | 125cc | Yamaha                 | GER Ret | FRA -   | AUT -   | NAT -   | IOM -   | YUG -   | NED -   | BEL -   | DDR -   | CZE -   | SWE -   | FIN -   | ESP -   | 0    | -    |
| 1972 | 250cc | Yamaha                 | GER -   | FRA 11  | AUT -   | NAT -   | IOM -   | YUG -   | NED -   | BEL 16  | DDR -   | CZE -   | SWE 17  | FIN 7   | ESP 10  | 1    | 43.º |
| 1972 | 350cc | Yamaha                 | GER -   | FRA Ret | AUT -   | NAT -   | IOM -   | YUG -   | NED -   |         | DDR -   | CZE -   | SWE 15  | FIN 16  | ESP -   | 0    | -    |
| 1973 | 250cc | Harley-Davidson/Yamaha | FRA 18  | AUT -   | GER -   |         | IOM -   | YUG -   | NED -   | BEL 12  | CZE -   | SWE 18  | FIN 16  | ESP -   |         | 0    | -    |
| 1973 | 350cc | Harley-Davidson/Yamaha | FRA -   | AUT -   | GER -   | NAT -   | IOM -   | YUG -   | NED -   |         | CZE -   | SWE 10  | FIN 5   | ESP -   |         | 7    | 26.º |
| 1973 | 500cc | Yamaha                 | FRA -   | AUT -   | GER -   |         | IOM -   | YUG -   | NED -   | BEL Ret | CZE -   | SWE -   | FIN -   | ESP -   |         | 0    | -    |
| 1974 | 250cc | Yamaha                 |         | GER DNS |         | NAT 7   | IOM -   | NED 13  | BEL 15  | SWE -   | FIN -   | CZE Ret | YUG Ret | ESP 8   |         | 7    | 24.º |
| 1974 | 350cc | Yamaha                 | FRA 11  | GER DNS | AUT 20  | NAT 10  | IOM -   | NED 16  |         | SWE 10  | FIN Ret |         | YUG 8   | ESP 3   |         | 15   | 15.º |
| 1974 | 500cc | Yamaha                 | FRA 11  | GER -   | AUT 13  | NAT Ret | IOM -   | NED -   | BEL 11  | SWE -   | FIN -   | CZE 12  |         |         |         | 0    | -    |
| 1975 | 125cc | Yamaha                 | FRA DNQ | ESP -   | AUT -   | GER -   | NAT -   |         | NED -   | BEL -   | SWE -   |         | CZE -   | YUG -   |         | 0    | -    |
| 1975 | 250cc | Yamaha                 | FRA DNQ | ESP -   |         | GER Ret | NAT 15  | IOM -   | NED Ret | BEL -   | SWE Ret | FIN 14  | CZE -   | YUG 8   |         | 3    | 34.º |
| 1975 | 350cc | Yamaha                 | FRA -   | ESP -   | AUT Ret | GER 14  | NAT Ret | IOM -   | NED 12  |         |         | FIN Ret | CZE 2   | YUG Ret |         | 12   | 17.º |
| 1975 | 500cc | Yamaha                 | FRA -   |         | AUT -   | GER -   | NAT -   | IOM -   | NED -   | BEL Ret | SWE 14  | FIN -   | CZE 5   |         |         | 6    | 23.º |
| 1976 | 250cc | Yamaha                 | FRA 4   |         | NAT 9   | YUG 3   | IOM -   | NED 15  | BEL Ret | SWE Ret | FIN 11  | CZE 13  | GER 6   | ESP Ret |         | 25   | 9.º  |
| 1976 | 350cc | Yamaha                 | FRA 5   | AUT 7   | NAT DNQ | YUG 1   | IOM -   | NED 11  |         |         | FIN 12  | CZE 19  | GER 10  | ESP 10  |         | 27   | 9.º  |
| 1976 | 500cc | Yamaha                 | FRA 11  | AUT 18  | NAT -   |         | IOM -   | NED -   | BEL Ret | SWE -   | FIN -   | CZE 6   | GER -   |         |         | 5    | 30.º |
| 1977 | 250cc | Yamaha                 | VEN 8   |         | GER Ret | NAT Ret | ESP 3   | FRA 12  | YUG Ret | NED 11  | BEL 18  | SWE 8   | FIN 10  | CZE 9   | GBR 5   | 25   | 12.º |
| 1977 | 350cc | Yamaha                 | VEN Ret |         | GER 3   | NAT 12  | ESP Ret | FRA 8   | YUG 6   | NED 7   |         | SWE 12  | FIN 6   | CZE 11  | GBR 2   | 39   | 6.º  |
| 1978 | 250cc | Yamaha                 | VEN 4   | ESP 7   |         | FRA 8   | NAT 7   | NED 16  | BEL -   | SWE Ret | FIN 11  | GBR 5   | GER 11  | CZE 15  | YUG Ret | 25   | 12.º |
| 1978 | 350cc | Yamaha                 | VEN Ret |         | AUT 5   | FRA 7   | NAT 8   | NED Ret |         | SWE 12  | FIN 8   | GBR 8   | GER 7   | CZE 12  | YUG 7   | 27   | 7.º  |
| 1978 | 500cc | Yamaha                 | VEN -   | ESP Ret | AUT -   | FRA -   | NAT -   | NED -   | BEL -   | SWE -   | FIN -   | GBR -   | GER -   |         |         | 0    | -    |
| 1979 | 250cc | Yamaha                 | VEN 4   |         | GER 17  | NAT 13  | ESP 11  | YUG 14  | NED Ret | BEL -   | SWE 9   | FIN 14  | GBR 6   | CZE 7   | FRA 8   | 22   | 11.º |
| 1979 | 350cc | Yamaha                 | VEN 9   | AUT -   | GER -   | NAT -   | ESP -   | YUG 12  | NED 9   |         |         | FIN -   | GBR 7   |         | FRA 11  | 8    | 20.º |
| 1979 | 500cc | Yamaha                 | VEN -   | AUT Ret | GER -   | NAT -   | ESP -   | YUG -   | NED -   | BEL -   | SWE -   | FIN -   | GBR -   |         | FRA -   | 0    | -    |